# Municipio de Stow Creek
El municipio de Stow Creek (en inglés, Stow Creek Township) es un municipio del condado de Cumberland, Nueva Jersey, Estados Unidos. Tiene una población estimada, a mediados de 2023, de 1317 habitantes.

## Geografía
Está ubicado en las coordenadas 39°26′58″N 75°21′36″O / 39.44944, -75.36000 (39.449381, -75.359894).

## Demografía
Según la estimación 2019-2023 de la Oficina del Censo, los ingresos medios de los hogares son de $93,036 y los ingresos medios de las familias son de $111,563. Alrededor del 7.8% de la población está por debajo de la línea de pobreza.